# 卡蒙斯學院
賈梅士學院（葡萄牙語：Instituto Camões）是葡萄牙對外推廣葡萄牙語言和文化的官方機構，名稱從葡萄牙的愛國詩人賈梅士的姓氏而來。
該學院的前身是“葡萄牙語言文化學會”，成立於1928年。1992年，賈梅士學院成立，取代葡萄牙語言文化學會。該學院原屬葡萄牙教育部管轄，於1994年起轉由外交部管轄，但享有行政自治。
該學院旨在於高等教育層次，向世界推廣葡萄牙語言和文化，並促進與第三世界國家在教育、科技、文化、體育、青年和大眾媒體事務簽訂文化合作協議的工作。
與其他推廣語言文化的官方機構（例如英國文化協會、歌德学院）不同，賈梅士學院不直接開設固定的語言學校教授葡語，而是間接地透過由世界各地大學的葡語系和講師等所組成的網絡，由學院冠以“葡語中心”（Centro de Língua Portuguesa）等各種名義來進行。學院宣稱目前該網絡共有175名成員，共3萬名學生，並對200名葡語教師支付薪酬和提供支援，同時又發放90份獎學金給學生進修葡萄牙語言和文化。
另一方面，該學院在15個國家開設了15所文化中心和4所地區中心，其中7所設於葡語國家，其餘設於葡萄牙移民較集中的國家，或在歷史上與葡萄牙較有淵源的國家，例如巴西、中國、日本和泰國。
在中國，與賈梅士學院和東方葡萄牙學會合作開設葡語課程的高等院校包括：暨南大學、香港大學、北京外國語大學、中國傳媒大學、上海外國語大學和華僑大學（目前華僑大學之教席從缺）。所有這些院校都以“賈梅士學院 − 東方葡萄牙學會教學網絡”（Rede de Docência IC/IPOR）的名義來舉辦葡語課程。而在澳門的東方葡萄牙學會，其語言中心也是賈梅士學院的冠名機構。但是，賈梅士學院只是東方葡萄牙學會的組織成員之一，而並非該學院的附屬機構，兩者並無直接的關係。

## 另見條目
- 東方葡萄牙學會

## 外部連結
- 賈梅士學院網站（葡文）（页面存档备份，存于）
- 東方葡萄牙學會網站（葡文） （页面存档备份，存于）